# Алгебра с единицей
Алгебра с единицей (также унитальная алгебра, калька с англ. unital algebra) — алгебра над кольцом, в которой существует нейтральный элемент по отношению к умножению — единица, то есть такой элемент {\displaystyle 1}, что для всех элементов {\displaystyle x} алгебры выполняются равенства:
{\displaystyle 1\cdot x=x\cdot 1=x}.
Это определение эквивалентно тому, что данная алгебра является моноидом по отношению к умножению. Как и в случае любого моноида, нейтральный элемент является единственным.
Многие ассоциативные алгебры, включая алгебры групп, многочленов и матриц обладают единицей, если нейтральным элементом обладают соответствующие кольца. Большинство функциональных алгебр, рассматриваемых в анализе, напротив, единицей не обладают. К таковым относится, например, алгебра функций с интегрируемым квадратом и неограниченной областью определения, а также алгебра функций, являющихся бесконечно малыми на бесконечности (особенно функций с компактным носителем в некоторых некомпактных пространствах).